# Satirepartei
Als Satirepartei wird eine politische Partei bezeichnet, die mit ihrer Arbeit auf die bestehenden politischen, sozialen oder gesellschaftlichen Missstände mit satirischen Elementen hinweisen will, sich dafür eigens die Form „politische Partei“ angeeignet hat und für ihre Zwecke nutzt.

## Deutsche Satireparteien
In der Bundesrepublik Deutschland existiert seit 2004 Die PARTEI als exemplarische Satirepartei.

## Ungarische Satireparteien
Eine in Ungarn vorkommende Satirepartei ist die 2014 registrierte Ungarische Partei des zweischwänzigen Hundes (ungarisch Magyar Kétfarkú Kutya Párt (kurz MKKP)).

## Luxemburgische Satireparteien
In Luxemburg gibt es seit 2019 die Partei d'PARTEI, sie ist eine Schwesterpartei der Satirepartei „Die PARTEI“.

## Trivia
Gemeinhin werden Satireparteien durch herkömmliche Parteien auch Spaßparteien genannt, wobei induziert durch den Charakter einer Satirepartei indes die herkömmliche Partei als Spaßpartei bezeichnet wird.